# Tauche
Tauche (em baixo sorábio: Tuchow) é um município da Alemanha, situado no distrito de Oder-Spree, no estado de Brandemburgo. Tem 119,93 km² de área, e sua população em 2019 foi estimada em 3.809 habitantes.